# WASP-5 b
WASP-5b — экзопланета на орбите вокруг звезды WASP-5 на расстоянии в 967 световых лет в созвездии Феникс. Масса планеты и радиус указывают на то что это газовый гигант по большей части схожий с Юпитером. WASP-5b находится к родной звезде столь близко что может классифицироваться как «горячий юпитер» и имеет температуру атмосферы в 1717 К.